# HMS General Craufurd
Le HMS General Craufurd était l’un des huit monitors de classe Lord Clive construits pour la Royal Navy pendant la Première Guerre mondiale. Leur armement principal était retiré de cuirassés pré-dreadnought obsolètes. Le navire a passé la guerre dans la Manche à bombarder les positions allemandes le long de la côte belge dans le cadre de la patrouille de Douvres. Il participa au premier et au second raids ratés sur Ostende en 1918, bombardant l’artillerie côtière défensive alors que les Britanniques tentaient de bloquer le canal Bruges-Ostende. Plus tard cette année-là, le General Craufurd appuie les batailles côtières pendant l’offensive des Cent-Jours, jusqu’à ce que les Allemands évacuent la Belgique côtière à la mi-octobre. Le navire a été désarmé presque immédiatement après la fin de la guerre, mais il a été réactivé en 1920 pour servir de navire-école d’artillerie pendant un an. Le General Craufurd a été vendu à la ferraille en 1921.

## Conception
Tous les monitors britanniques construits pendant la guerre étaient destinés à bombarder des cibles terrestres. À cette fin, la classe Lord Clive a reçu un armement lourd, modifié pour augmenter sa portée, et un faible tirant d'eau pour leur permettre de s’approcher le plus possible de la terre ferme si nécessaire. Comme la Royal Navy ne s’attendait pas à ce que les navires soient engagés dans des combats navals, leur vitesse n’était pas du tout une priorité. Le General Craufurd avait une longueur totale de 102,3 m, une largeur de 26,6 m en incluant le bulbe anti-torpilles, ou 17,4 m sans lui, et un tirant d’eau de 3,02 m à pleine charge. Il avait un déplacement de 5940 tonnes à pleine charge et son équipage comptait 12 officiers et 182 officiers mariniers et matelots. Le navire était propulsé par une paire de moteurs à vapeur à triple expansion Harland and Wolff à quatre cylindres, chacun entraînant un arbre d'hélice utilisant de la vapeur fournie par deux chaudières à tubes d'eau. Les moteurs ont été conçus pour produire un total de 2310 chevaux (1720 kW) qui devait lui donner une vitesse maximale de 10 nœuds (18,5 km/h). Mais lors de ses essais en mer, le General Craufurd n’a atteint que 7,42 nœuds (13,7 km/h) car ses concepteurs ne connaissaient pas la bonne façon de dessiner sa coque pour maximiser l’efficacité de son hélice. Le navire n’atteignait plus que 7 nœuds (13,0 km/h) en service, car il était plus lourdement chargé. Le monitor transportait 356 tonnes de charbon, ce qui lui donnait une autonomie de 1100 milles marins (2000 km) à 6,5 nœuds (12,0 km/h),.

### Armement, contrôle de tir et blindage
Le General Craufurd était équipé de deux canons BL de 12 pouces (305 mm) Mk VIII dans une unique tourelle à propulsion hydraulique provenant des cuirassés pré dreadnought de la classe Majestic. Le General Craufurd a reçu le sien du Magnificent. Pour les adapter à leur nouveau rôle de bombardement à longue portée, les tourelles ont été modifiées pour augmenter l’élévation maximale des canons de 13,5 à 30 degrés. Leur armement secondaire consistait en une paire de canons de 12 livres (3 pouces, ou 76 mm) à tir rapide (QF) sur des affûts à faible angle. La lutte antiaérienne était assurée par un seul canon QF de 3 pouces et un canon QF de 2 livres (40 mm) Mk I.
Le poste de vigie sur le mât tripode situé entre la tourelle et la cheminée abritait un télémètre qui fournissait des données au directeur de tir sur le toit du haut de repérage. L’équipe du directeur de tir calculait la rotation et l’élévation nécessaires pour atteindre la cible et transmettait cette information à la tourelle pour que les canons la suivent.
Les navires de la classe Lord Clive étaient protégés contre les tirs par une ceinture blindée à la ligne de flottaison inclinée au milieu du navire d’un blindage cimenté Krupp (KCA) de 152 mm, qui était fermé à ses extrémités par des cloisons transversales d’épaisseur égale pour former la citadelle blindée centrale des navires. Le pont supérieur en acier à haute résistance de 51 mm d’épaisseur servait de toit à la citadelle et le pont du gaillard d'avant au-dessus était constitué de plaques d’acier à haute résistance de 25 mm. Pour se protéger contre les torpilles, les navires étaient équipés de bulbes anti-torpilles de 4,6 m de profondeur.
La tourelle prise sur le HMS Magnificent a conservé son blindage d’origine, à savoir des faces avant et arrière de 270 mm d’épaisseur et des côtés de 140 mm, avec un toit de 2 pouces, tous de blindage Harvey. Ses barbettes circulaires d’origine ont été remplacées par une nouvelle formée d’une douzaine de plaques de 203 mm KCA. Les navires étaient également équipés d’une tourelle en acier moulé, juste devant la barbette, qui avait des côtés de 6 pouces et un toit de 2,5 pouces (64 mm) d’épaisseur.

### Modifications en temps de guerre
Quatre canons QF de 6 pouces, avec 200 coups par canon, ont été ajoutés au début de 1916 à la hauteur de la cheminée lorsqu’on s’est rendu compte que les deux canons de 12 livres n’étaient pas assez puissants pour défendre le navire contre les destroyers allemands. Deux soutes à charbon ont été transformées en magasins à munitions pour eux, réduisant le rayon d'action à environ 960 milles marins (1780 km). Cela a également entraîné une augmentation du nombre d’hommes d’équipage à 215, nécessitant la construction d’un bordé sur les côtés d’une grande partie du pont supérieur pour leur fournir des quartiers de repos. Ces canons ont ensuite été échangés contre des canons Mk VII de 6 pouces à plus longue portée. Le canon de 3 livres a été remplacé par un autre canon antiaérien QF de 3 pouces à la fin de la guerre.

## Carrière
Le General Craufurd a été le seul navire de la Royal Navy nommé d’après le général Robert Craufurd, le commandant de la division légère britannique pendant les premières années de la guerre d'indépendance espagnole, qui a été tué au combat lors du siège de Ciudad Rodrigo (1812). Il fut mis en chantier sous le nom de M.7 le 9 janvier 1915 à la cale n° 3 du chantier naval Harland and Wolff à Belfast, en Irlande du Nord, sous le numéro de chantier 479. Il fut rebaptisé General Craufurd le 8 mars. Le navire fut lancé le 8 juillet et achevé le 26 août pour un coût estimé à environ 260 000 livres sterling.

### 1915
Le General Craufurd participa à un bombardement de la base navale allemande d’Ostende, en Belgique, le 7 septembre 1915, mais le vice-amiral Reginald Bacon dut ordonner la retraite après que son navire amiral, le HMS Lord Clive (navire jumeau du General Craufurd), fut touché quatre fois de suite par une batterie d’artillerie jusqu’alors inconnue. Le General Craufurd et ses trois sister-ships n’avaient réussi à tirer que 14 coups avant de devoir se retirer, ce qui ne fit qu’allumer un incendie dans l’arsenal. Le 25 septembre, le General Craufurd et son navire jumeau, le Prince Eugene, bombardent les positions allemandes à Zeebruges, en Belgique, dans le cadre d’une opération de tromperie visant à suggérer que les Alliés lançaient une attaque dans ce secteur. Pendant le reste des mois de septembre et d’octobre, le General Craufurd tira occasionnellement sur les batteries côtières allemandes. Le 15 novembre, le General Craufurd et le transport d'hydravions Riviera  furent envoyés dans l’estuaire de la Tamise, dans une zone qui avait été aménagée pour reproduire certaines des caractéristiques de la côte belge. Là, ils purent mettre au point la technique permettant aux avions de communiquer par radio avec plusieurs monitors afin de leur permettre de corriger leur tir.

### 1916
En décembre 1915 et janvier 1916, le General Craufurd est stationné dans l’estuaire de la Tamise dans le cadre d’une opération de propagande visant à abattre les zeppelins allemands avec des obus à fragmentation tirés par ses canons principaux, mais les zeppelins ne se sont jamais approchés à bonne portée. Les monitors bombardèrent les batteries allemandes à Westende, en Belgique, le 26 janvier pour évaluer les nouvelles techniques de repérage aérien, mais chaque navire ne tira qu’environ onze coups pendant la demi-heure de bombardement. Ce fut le dernier bombardement des sept mois suivants, car les monitors étaient utilisés pour soutenir les forces légères britanniques et le barrage de Douvres, un ensemble de champs de mines et de filets anti-sous-marins dans la Manche.
Son gaillard d'avant dégagé permit à Bacon d’utiliser le General Craufurd pour transporter trois canons BL de 12 pouces Mk X de 51 tonnes et trois canons BL de 9,2 pouces (234 mm) Mk X de 28 tonnes à Dunkerque, en France, pour y être utilisés pour bombarder l’artillerie côtière allemande. Les canons furent chargés par une grue sur des cales positionnées sur le pont à bâbord du General Craufurd. Ils furent déchargés sur la jetée en pierre de Dunkerque, en étant roulés hors du pont via une large rampe en bois. Le premier canon fut difficile à décharger car il était plus fin à la bouche qu’à la culasse et avait tendance à pivoter en roulant. Les canons suivants ont été enfermés dans un coffrage en bois pour les rendre plus faciles à rouler. Le General Craufurd a livré le premier canon en avril, puis le reste à partir de juillet.
En août, le monitor a commencé des essais pour mettre au point des procédures pour engager des cibles la nuit, en utilisant un gyroscope relié à son système de conduite de tir pour aider à maintenir la tourelle pointée sur la cible pendant les manœuvres. Dans le cadre de ces essais, il tira 38 coups sur Middlekerk le 16 août. Quatre jours plus tard, un hydravion Short Type 184 a été hissé à bord pour repérer les tirs du navire et transmettre des corrections, mais une couverture nuageuse basse empêcha l’observateur à bord de l’avion de voir les cibles. Cela rendit Bacon furieux et il interdit au commandant Edward Altham de mener d’autres expériences de ce type. Pour ajouter l’insulte à l’injure, Bacon limita la participation du General Craufurd' au bombardement de diversion mené à l’appui de la bataille de la Somme, au début du mois de septembre. Le General Craufurd put tirer seulement sept coups, répartis sur les sept jours de l’opération. Ce fut le dernier bombardement de 1916. Les monitors retournèrent ensuite à leur rôle de soutien au barrage de Douvres et de patrouille entre Calais et The Downs.

### 1917-1921
Le General Craufurd devait être utilisé lors du Grand Débarquement, un plan visant à débarquer des troupes entre Westende et Middelkerke pour exploiter les gains alliés prévus lors de la bataille de Passchendaele, en juillet 1917, et encercler les troupes allemandes entre les forces débarquées et l’avance des troupes terrestres. Les troupes amphibies devaient être débarquées par trois énormes pontons de 2500 tonnes, chacun pouvant transporter une brigade d’infanterie, une batterie d’artillerie et trois chars. Chacun des pontons était arrimé entre deux monitors. Le General Craufurd, avec le General Wolfe, a été modifié au début de 1917 pour transporter l’un d’eux. Le navire et ses sister-ships répétèrent leur rôle jusqu’à la mi-juillet 1917, lorsque la bataille commença, mais les Alliés ne purent pas faire l’avance de 16 km nécessaire pour lancer l’opération. Le maréchal Haig refusa de soutenir la proposition de Bacon pour un débarquement plus modeste dans la région de Nieuport-Middelkerke en septembre, de sorte que toute l’opération fut annulée le 2 octobre. Le General Craufurd est ensuite amarré au chantier naval de Portsmouth pour maintenance et réparations. À partir de novembre 1917, les monitors retournent à leur rôle hivernal normal de défense du barrage de Douvres.
Quatre des monitors armés de canons de 12 pouces, dont le General Craufurd, ont été chargés de soutenir la tentative de bloquer l’entrée du canal Bruges-Ostende, qui menait à la base navale de Bruges, en bombardant l’artillerie côtière défendant le port. La première tentative, le 11 avril 1918, fut annulée, parce que le vent avait tourné et que l’écran de fumée requis ne pouvait pas être déployé correctement. Cependant les monitors avaient déjà tiré 50 coups à eux deux. Une deuxième tentative a été annulée en raison du mauvais temps. La troisième tentative, le 23 avril, échoua lorsque les blockships s’échouèrent. Le General Craufurd tira une cinquantaine d’obus de 12 pouces et quelques obus de 6 pouces, mais en retour il fut manqué de peu par les canons allemands. Le monitor joua un rôle mineur dans une autre tentative, les 9 et 10 mai. Il balisa le chenal d’approche, mais le blockship fut aveuglé par la fumée et n’arriva pas à sa position prévue, à l’entrée du canal.
La nuit précédant le début de la cinquième bataille d'Ypres, le 28 septembre 1918, les monitors bombardèrent des cibles le long de la côte pour simuler les préparatifs d’un débarquement amphibie, puis après l’aube ils passèrent à d’autres cibles. Le General Craufurd et les autres monitors furent chargés de bombarder les lignes de communication allemandes, tirant lentement pour maintenir une pression constante. Chaque navire a tiré une centaine d’obus de 12 pouces au cours de la journée, et soixante coups de son armement secondaire au cours de la nuit précédente. Le bombardement se poursuivit à un rythme plus lent pendant les cinq jours suivants, mais cessa lorsque l’avance alliée s’arrêta. Lorsqu’elle reprit le 14 octobre, lors de la bataille de Courtrai, les monitors reprirent leur tâche jusqu’à ce que les Allemands évacuent la côte quelques jours plus tard.
La guerre terminée le 11 novembre 1918, les monitors n’étaient plus nécessaires et ils ont été rapidement mis hors service. Le General Craufurd fut le premier à partir et il fut désarmé le 15 novembre. Il a été remis en service en tant que navire-école d’artillerie en janvier 1919 et a été proposé à la vente au royaume de Roumanie. L’offre n’aboutit pas et le monitor fut à nouveau désarmé au début de 1920. Le General Craufurd a été vendu à la ferraille à Thos. W. Ward le 9 mai 1921 pour environ 11 035 £, bien qu’il ne soit arrivé chez les démolisseurs de navires que le 10 septembre 1923.